# Erwin l'Ami
Pour les articles homonymes, voir l'Ami.
Erwin l’Ami est un joueur d'échecs néerlandais né le 5 avril 1985 à Woerden.
Au 1er mars 2015, Erwin l’Ami est le 206e joueur mondial et le no 6 néerlandais avec un classement Elo de 2 605.

## Biographie et carrière
Grand maître international depuis 2005, L'Ami a remporté :
- le tournoi de Gausdal en 2004 ;
- l'Open de Cappelle-la-Grande en 2008 ;
- le championnat open des Pays-Bas en 2009 (à Dieren) ;
- l'open de Reykjavik en 2015.

Il a représenté les Pays-Bas lors du Championnat du monde d'échecs par équipes de 2013, de trois championnats d'Europe (médaille d'argent individuelle au troisième échiquier en 2009) et de quatre olympiades : en 2006 (remplaçant), 2008 (quatrième échiquier), 2010 (troisième échiquier)  et 2014 (deuxième échiquier de l'équipe des Pays-Bas).
Erwin l'Ami remporte le championnat d'échecs des Pays-Bas en 2022.
Il est marié avec la maître international roumaine Alina l'Ami.